# Chi You
Chiyu är i kinesisk mytologi ättling, möjligen son, till härskaren Shennong som grundade den kinesiska civilisationen. Chiyu erhöll regnguden See Bas bistånd i kampen om tronen mot kejsaren Huang Di.